# La Pampangue
La Pampangue (espagnol: La Pampanga) est une province des Philippines.

## Villes et municipalités
Municipalités :
- Apalit
- Arayat
- Bacolor
- Candaba
- Floridablanca
- Guagua
- Lubao
- Mabalacat
- Macabebe
- Magalang
- Masantol
- Mexico
- Minalin
- Porac
- San Luis
- San Simon
- Santa Ana
- Santa Rita
- Santo Tomas
- Sasmuan

Villes :
- Ángeles
- San Fernando